# سباق طواف فرنسا 1958
سباق طواف فرنسا 1958 من سلسلة سباقات سباق طواف فرنسا. أقيم هذا السباق في تاريخ 26 يونيو - 19 يوليو 1958 على 24 مراحل. بعد مرور 116 ساعة و59 دقيقة و05 ثانية وبعد طي 4319 كم بمتوسط 36.919 كم في الساعة فاز بالميدالية الذهبية تشارلي غاول من لوكسمبورغ، فيما حصد فيتو فافيرو من إيطاليا الميدالية الفضية، وكانت الميدالية البرونزية من نصيب رافايل جيمينياني من فرنسا.

## الميداليات
| ذهب                     | فضة                   | برونز                    |
| تشارلي غاول - لوكسمبورغ | فيتو فافيرو - إيطاليا | رافايل جيمينياني - فرنسا |